# Osen (Limburg)
Osen (Limburgs: Oeazje) is een buurtschap tussen de sluiscomplexen van Heel en Linne, en is gesitueerd tussen het Lateraalkanaal en de Maas.

## Geschiedenis
Osen werd voor het eerst schriftelijk vermeld in 1326, toen het een Gelres leen was. Er bevond zich het Kasteel Osen en een bijbehorend landgoed, gelegen in de Lus van Linne, een grote Maasmeander. In 1894 werd het kasteel gesloopt. Mogelijk werd een nieuw bouwwerk opgetrokken maar in 1918 begon men met de bouw van Sluis Linne. Het sluizencomplex, gebouwd in het kader van de Maaskanalisatie, werd in 1925 opgeleverd. In 1972 kwam ook het Lateraalkanaal Linne-Buggenum gereed, waardoor ten westen van Sluis Linne ook Sluis Heel tot stand kwam. Vanaf 1921 werd het gebied binnen de Lus van Linne geleidelijk vrijwel geheel vergraven ten behoeve van spoorweggrind. Van de oorspronkelijke buurtschap is niets meer over, afgezien van enkele woningen voor sluiswachters en dergelijke.
Tijdens de Tweede Wereldoorlog is hier zwaar gevochten tussen de bezetters en geallieerden.
Enkele (oudere) huizen dragen nog steeds de sporen variërend van beschadigde rollagen in het metselwerk, tot aan de kogelinslagen op de muren.
Anno 21ste eeuw is Osen een natuur- en recreatiegebied en de enige snelle fietsverbinding tussen Linne en Heel. Men kan sinds halverwege 1994 met elke tweewieler (m.u.w. motorfiets) over de stuw van Linne rijden.

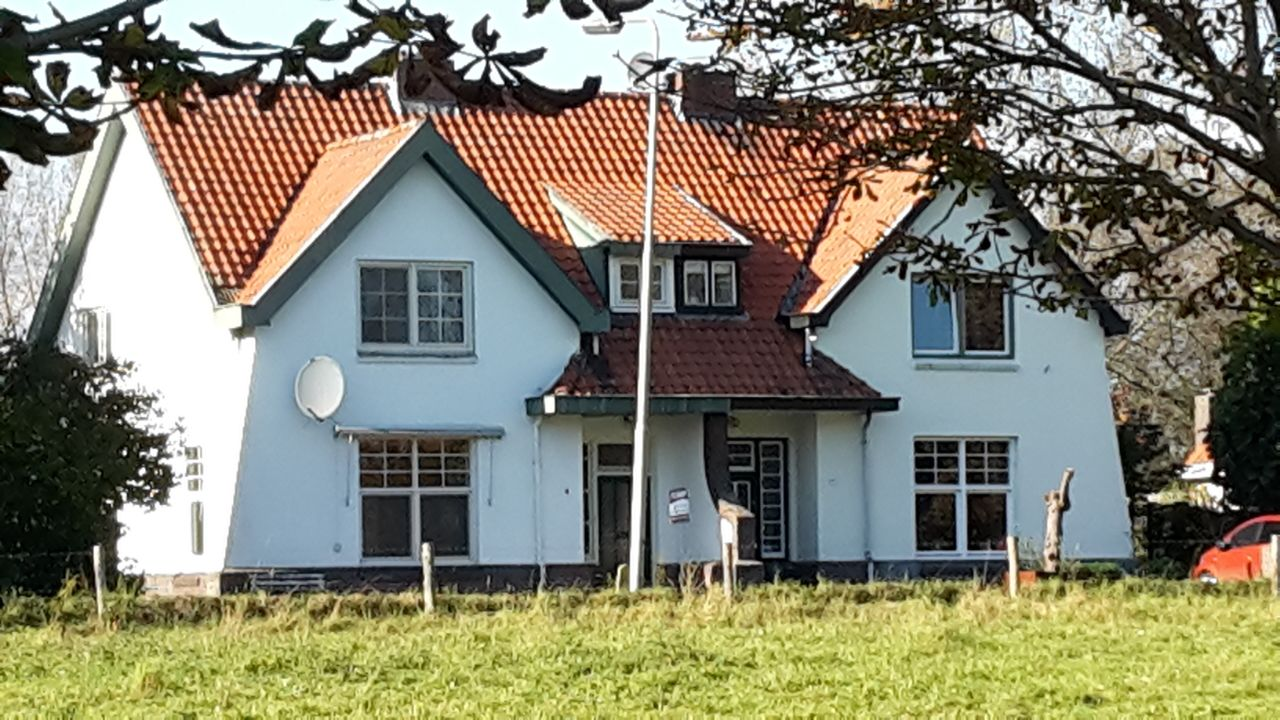
Sluizencomplex Osen

Steden en dorpen:
Beegden · Brachterbeek · Heel · Linne · Maasbracht · Ohé en Laak · Panheel · Stevensweert · Thorn · Wessem

Buurtschappen: Baarstraat · Bilt · Brandt · Eiland · Osen · Pol · Santfort (deels) · Weerd

Voormalige gemeenten: Heel · Maasbracht · Thorn

Limburg: Steden en dorpen      Nederland: Provincies · Gemeenten